# Jaroslav Krček

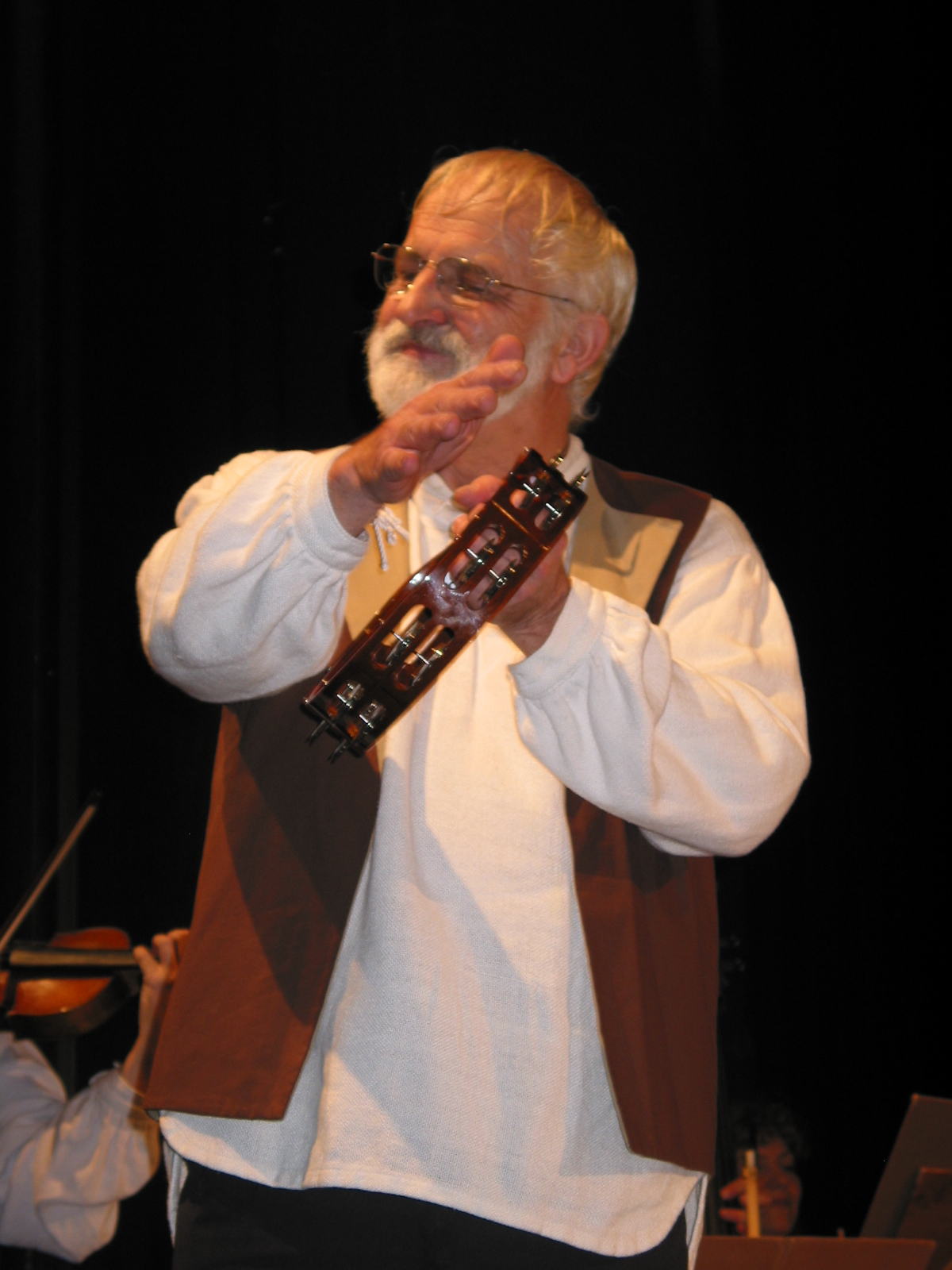
Jaroslav Krček

Jaroslav Krček (* 22. April 1939 in České Budějovice) ist ein tschechischer Komponist und Dirigent.
Krček besuchte die B.-Jeremiás-Musikschule in České Budějovice (Budweis) und studierte dann Komposition bei Miloslav Kabeláč und Dirigieren bei Bohumír Liška am Prager Konservatorium. Er wirkte ab 1962 als Musikdirektor bei Radio Pilsen und ab 1967 Musikredakteur beim Schallplattenlabel Supraphon in Prag. Hier gründete er 1967 das Folkloreensemble Chorea Bohemica, das er zwanzig Jahre lang leitete und für das er eine Reihe von Liedern und Tänzen komponierte. 1975 gründete er die Musica Bohemica, ein auf böhmische Weihnachtsmusik spezialisiertes Kammerensemble.
Krčeks intensiver Beschäftigung mit tschechischer Volksmusik entsprangen etwa eintausend Arrangements tschechischer Volksweisen. Außerdem komponierte er u. a. drei Sinfonien, ein Doppelkonzert für Oboe, Harfe und Orchester, Four Renaissance Miniatures als Auftragswerk für das Trio Spektrum und die elektroakustische Oper Raab, für die er beim Internationalen Komponistenwettbewerb in Genf mit dem Ersten Preis ausgezeichnet wurde.